# The Linq
The Linq, conocido anteriormente como Flamingo Capri, Quad Resort and Casino o Imperial Palace, es un hotel de 2640 habitaciones y 7000 metros cuadrados de área del casino. Está localizado en el famoso Las Vegas Strip en Paradise, Nevada. El hotel y casino fue operado por Imperial Palace LLC hasta que lo compró Harrah's Imperial Palace Corporation una subsidiaria de Harrah's Entertainment, ahora conocido como Caesars Entertainment Corporation.

## Historia
De 1959 a 1979 la propiedad fue llamada Flamingo Capri. En 1979, fue renombrado por un tema asiático "Imperial Palace" por su propietario Ralph Engelstad.  Cuando Ralph murió en 2002, el casino pasó a manos de Ralph Engelstad and Betty Engelstad Trust.  El casino operó como sociedad limitada, Imperial Palace LLC, bajo la tutela de Trust.
En 1988 se realizaron nuevas renovaciones en la que se construyó una torre de 18 pisos.
El 22 de agosto de 2005, Harrah's anunció planes para comprar esta propiedad, y la adquisición fue ejecutada el 23 de diciembre de 2005.
El proyecto Linq fue finalmente completado como The Linq Promenade, inaugurándose en diciembre de 2013. El 1 de julio de 2014, Caesars anunció que cambiaría el nombre del Quad a The Linq Hotel & Casino, para que coincidiera con la nueva avenida.
El cambio de nombre tuvo lugar el 30 de octubre de 2014, y estuvo acompañado por una renovación de $223 millones. Las habitaciones del hotel fueron remodeladas, y el interior del complejo se iluminó y abrió más para dar una apariencia espaciosa.
Para el año 2019, el casino incluía una sala de juegos de video y esculturas LED tridimensionales que reaccionan al paso de las personas. En 2019, ESPN anunció que construiría un nuevo estudio en Las Vegas en The Linq, como parte de su asociación con Caesars Entertainment para proporcionar información sobre apuestas deportivas. El estudio, de 6000 ft² (55 741,8 dm²), comenzó a operar en 2020, produciendo contenido digital relacionado con las apuestas deportivas, así como su programa de televisión Daily Wager y segmentos para otros programas.
The Linq incluye un casino de 33 890 ft² (314 848,3 dm²) y 2,250 habitaciones.

## En la cultura popular
- En Austin Powers: El agente internacional del misterio, el personaje Alotta Fagina se hospeda en el Imperial Palace.
- El Imperial Palace aparece en el videojuego Grand Theft Auto: San Andreas bajo el nombre "The Four Dragons Casino".

## Atracciones
- En el salón del hotel puede encontrarse “La Colección de Autos”. Se trata de la colección de autos clásicos más grande del mundo con más de $100 millones en inventarios en venta. Cuenta con más de 250 vehículos clásicos, todos ellos en venta.

- Legends in Concert es una espectacular producción musical de imitadores de celebridades, y es conocido como uno de los shows más largos en el área de Las Vegas.